# طارد البلغم
المُقَشّع أو المُنخّم (بالإنجليزية: Expectorant)‏ هو دواء مؤثر على الإفرازات الشعبية من خلال إرسال الإشارات العصبية في الجسم لزيادة رطوبة الإفرازات مما ينتج عن إفرازات أكثر خفة فترطب المسالك التنفسية المهيجة. يعد غوايفنسين (أو غواياكولات الغلسريل) من أبرز المقشعات المستخدمة.
إن استخدام كلمة أدوية السعال لوصف المقشعات يعد غير دقيق بسبب تعدد مكونات هذه المستحضرات.